# Un cel de plom
Un cel de plom és una pel·lícula catalana de drama biogràfic de 2023, dirigida per Miquel Romans i basada en la novel·la homònima de Carme Martí. És protagonitzada per Nausicaa Bonnín en el paper de Neus Català. Es va estrenar als cinemes el 28 d'abril de 2023. Abans, havia tingut la seva estrena a la secció oficial del BCN Film Fest el 22 d'abril.

## Sinopsi
El 1945, després de l'alliberament dels camps de concentració nazis, Neus Català torna a França després de ser presonera de l'exèrcit alemany. Mentre es recupera en llibertat, recorda els fets que ha viscut un any abans a Txecoslovàquia amb un grup de dones, quan van sabotejar la fàbrica de producció de bales on els nazis les havien forçat a treballar. Aquest grup de dones era conegut com "El Comando de les Gandules".

## Repartiment
- Nausicaa Bonnín: Neus Català
- Raquel Lascar: Frau Koch
- Roger Batalla: Albert
- Iria del Río: Noemí
- Natàlia Barrientos: Ángela
- Nuria Campbell: Titi
- Adriana Galo: Marianne
- Natascha Wiese: Simone